# Murygińskie osiedle wiejskie
Murygińskie osiedle wiejskie (ros. Мурыгинское сельское поселение) – jednostka administracyjna wchodząca w skład rejonu poczinkowskiego w оbwodzie smoleńskim w Rosji.
Centrum administracyjnym osiedla jest wieś (ros. деревня, trb. dieriewnia) Murygino.

## Geografia
Powierzchnia osiedla wynosi 101, 23 km².

## Historia
Osiedle powstało na mocy uchwały obwodu smoleńskiego z 28 grudnia 2004 r., a uchwałą z 20 grudnia 2018 z dniem 1 stycznia 2019 w granicach osiedla wiejskiego Muryginskoje znalazły się wszystkie miejscowości zlikwidowanych osiedli wiejskich: iwanowskiego, łosnieńskiego i pieriesniańskiego.

## Demografia
W 2020 roku osiedle wiejskie zamieszkiwało 5022 mieszkańców.

## Miejscowości
W skład jednostki administracyjnej wchodzą 63 miejscowości (wyłącznie dieriewnie): Awdotjino, Akuły, Ariefino, Bakłanowo, Barsuki, Biełoruczje, Byłowica, Bykowo, Charinki, Chatrusowo, Chłystowka, Chołm, Czuczełowo, Diemientjewo, Dienisowo, Dołgomostje, Grudinino, Iwanowskoje, Jampolje, Janowo, Jarkowiczi, Kirpicznyj Zawod, Klemiatino, Kolenowo, Kołyczewo, Krokodinowo, Kuczino, Lichaczewo, Łamonowo, Łazariewo, Łobkowo, Łosnia, Lnozawod, Makszejewo, Mastierskije, Mitiuszyno, Murygino, Niżnije Niemykari, Obuchowo, Pachomowo, Panskoje-1, Panskoje-2, Panskoje-3, Pieriesna, Piszczałowo, Pokrowka, Polany, Potiomkino, Riabcewo, Rożnowo, Siestrino, Swierczkowo, Swiridonowo, Starinki, Starinki, Szabanowo, Truchanowo, Usadiszcze, Wasiljewo, Wierchnije Niemykari, Zaborje, Zagorje, Ziachino.